# Рард
Рард (нід. Raard) — село в нідерландській провінції Фрисландія. Входить до муніципалітету Північно-Східна Фрисландія.
Його площа — 3,28 км², а населення станом на 2021 рік становило 215 осіб.
Перша згадка про населений пункт датується кінцем 9-го сторіччя.

## Галерея

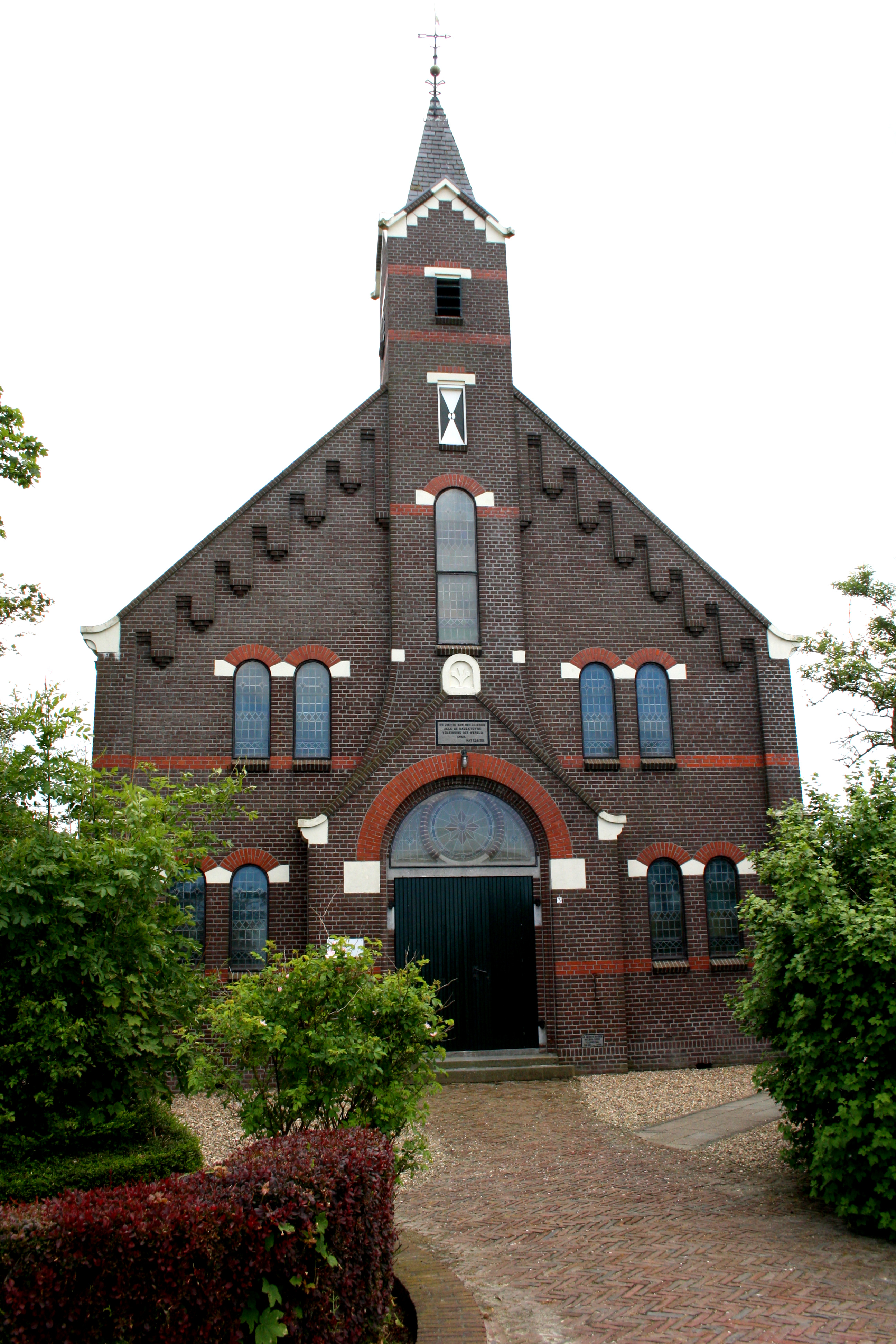
Реформістська церква
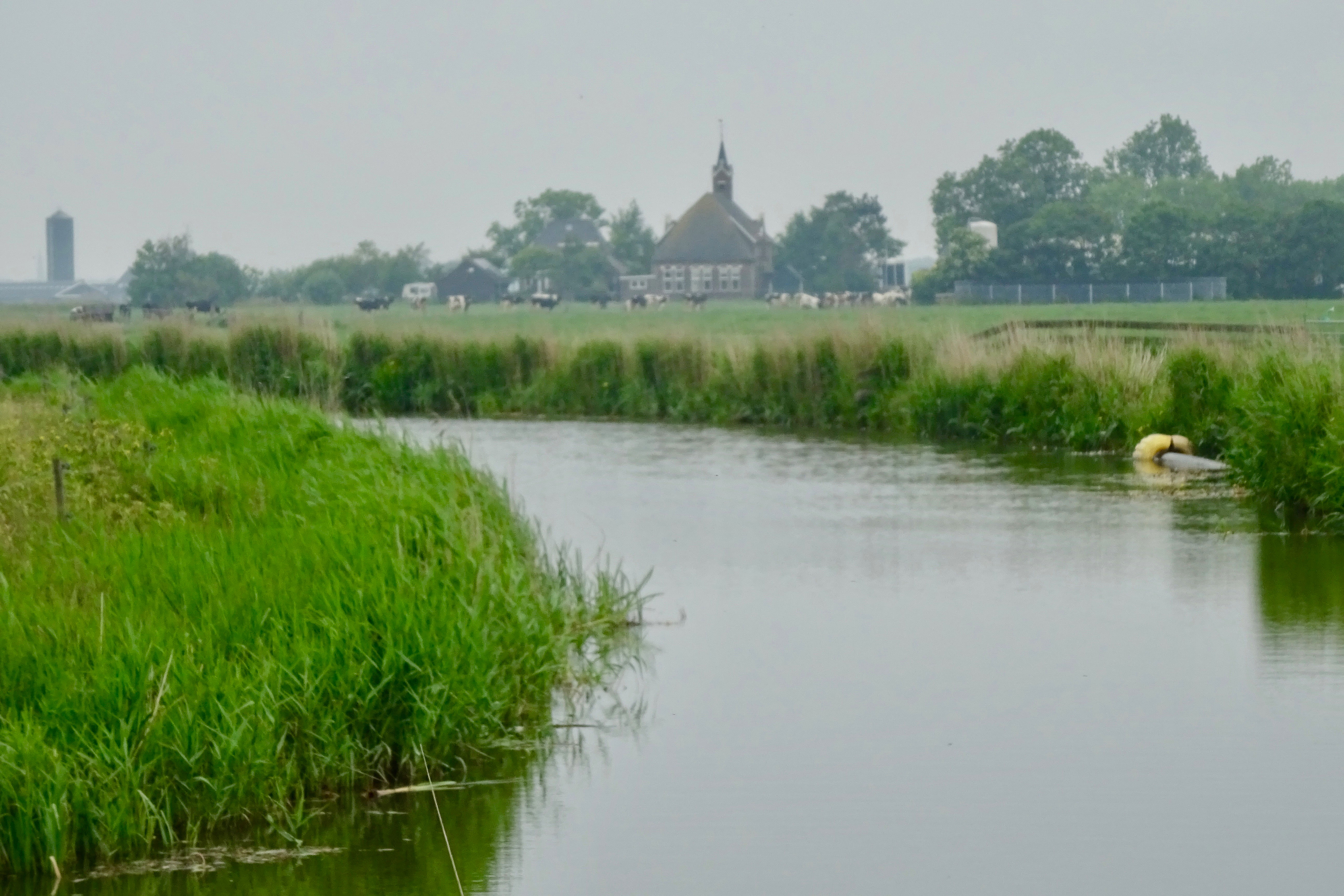
Панорама села
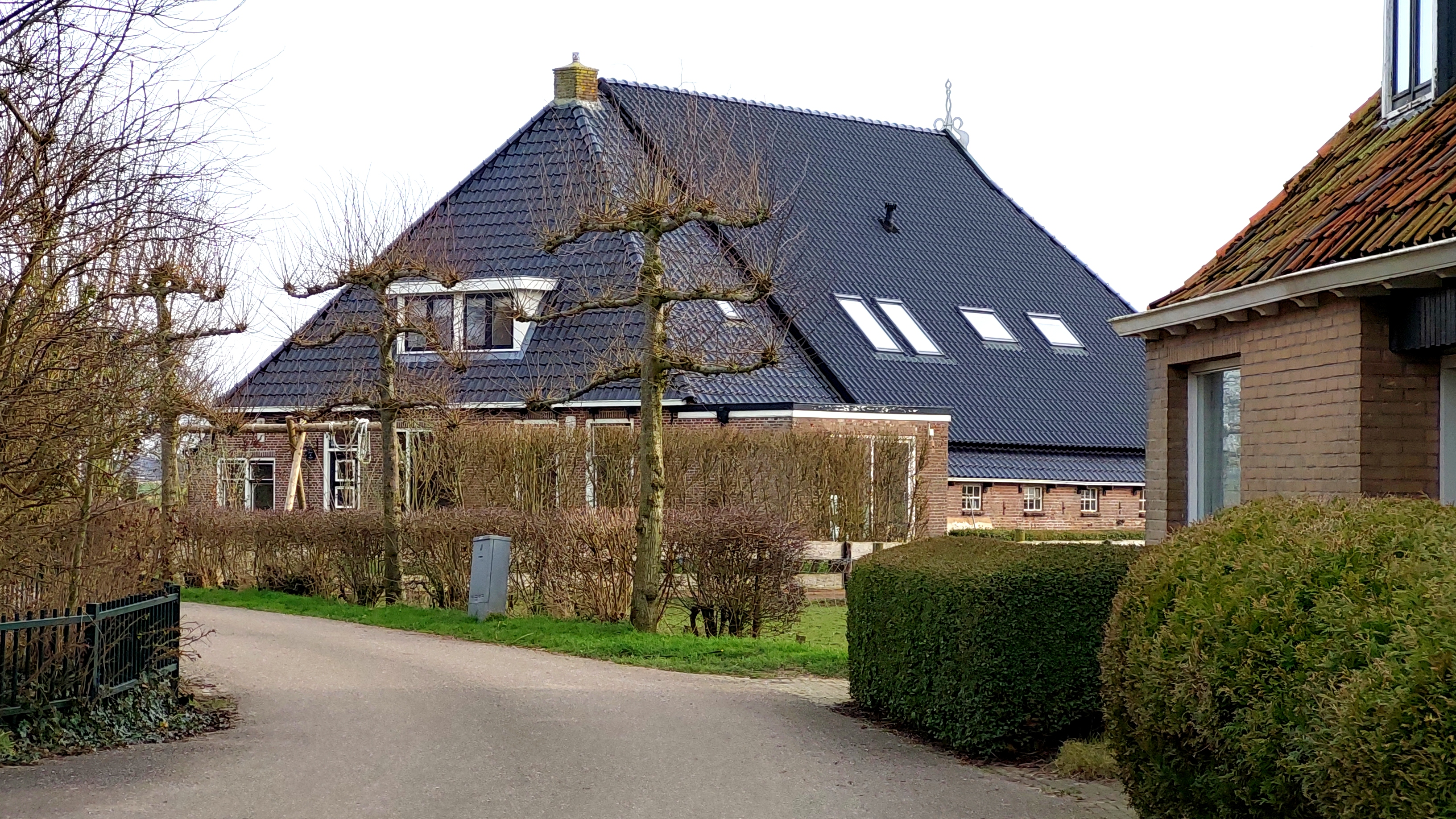
Ферма в селі
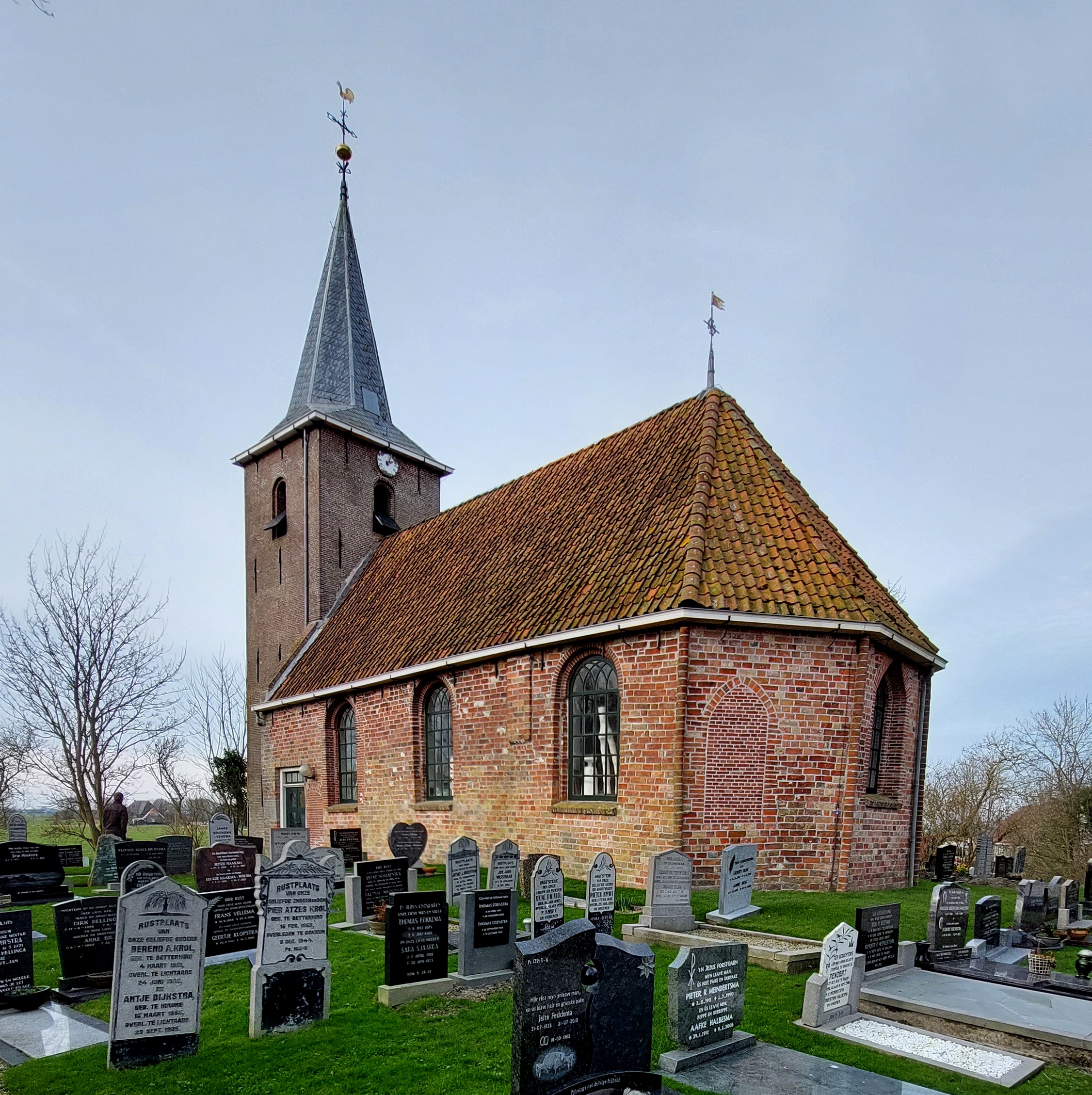
Реформістська церква